# Eirene Tholus
Eirene Tholus is een heuvel op de planeet Venus. Eirene Tholus werd in 2009 genoemd naar Eirene, godin van de vrede in de Griekse mythologie.
De heuvel heeft een diameter van 58 kilometer en bevindt zich in het quadrangle Snegurochka Planitia (V-1).